# Szum kwantyzacji
Szum kwantyzacji (zwany błędem kwantyzacji) – zniekształcenie sygnału powstające w procesie kwantyzacji.
Szum kwantyzacji powstaje m.in. w przetwornikach analogowo-cyfrowych oraz w przetwornikach CCD cyfrowych aparatów fotograficznych z powodu błędu zaokrąglenia. Podczas konwersji ciągłego sygnału analogowego na postać cyfrową, każda wartość jest przybliżana do najbliższej wartości dyskretnej. Powstający w ten sposób błąd określany jest mianem szumu kwantyzacji. Szum ten można zmniejszyć poprzez zwiększenie liczby bitów opisujących każdą próbkę. Zwiększenie liczby bitów o jeden powoduje dwukrotne zwiększenie liczby poziomów kwantyzacji i w rezultacie zmniejszenie szumu kwantyzacji o: 
{\displaystyle 20\log(2)\approx 6{,}02\,{\text{dB}}}.